# Марсі (Нью-Йорк)
Марсі (англ. Marcy) — місто (англ. town) в США, в окрузі Онейда штату Нью-Йорк. Населення — 8777 осіб (2020).

## Демографія
Згідно з переписом 2010 року, у місті мешкали 8982 особи в 2190 домогосподарствах у складі 1581 родини. Було 2279 помешкань
Расовий склад населення:
| - 78,6 % — білих - 17,5 % — чорних або афроамериканців - 0,6 % — азіатів - 0,4 % — корінних американців - 1,9 % — осіб інших рас |

До двох чи більше рас належало 1,1 %. Частка іспаномовних становила 7,2 % від усіх жителів.
За віковим діапазоном населення розподілялося таким чином: 13,3 % — особи молодші 18 років, 76,1 % — особи у віці 18—64 років, 10,6 % — особи у віці 65 років та старші. Медіана віку мешканця становила 39,9 року. На 100 осіб жіночої статі у місті припадало 208,9 чоловіків;  на 100 жінок у віці від 18 років та старших — 232,8 чоловіків також старших 18 років.
Середній дохід на одне домашнє господарство  становив 102 058 доларів США (медіана — 79 601), а середній дохід на одну сім'ю — 112 708 доларів (медіана — 89 861). Медіана доходів становила 48 500 доларів для чоловіків та 41 586 доларів для жінок. За межею бідності перебувало 6,3 % осіб, у тому числі 5,9 % дітей у віці до 18 років та 3,5 % осіб у віці 65 років та старших.
Цивільне працевлаштоване населення становило 3319 осіб. Основні галузі зайнятості: освіта, охорона здоров'я та соціальна допомога — 33,2 %, роздрібна торгівля — 12,4 %, мистецтво, розваги та відпочинок — 9,7 %, науковці, спеціалісти, менеджери — 8,0 %.